# Abagrotis turbulenta
Abagrotis turbulenta är en fjärilsart som beskrevs av Mcdunnough 1927. Abagrotis turbulenta ingår i släktet Abagrotis och familjen nattflyn. Inga underarter finns listade i Catalogue of Life.